# Cattedrali in Portogallo
Questa è una lista di cattedrali in Portogallo.

## Chiesa cattolica

### Cattedrali
| Città             | Cattedrale                      | Diocesi                   | Immagine |
| ----------------- | ------------------------------- | ------------------------- | -------- |
| Angra do Heroísmo | Cattedrale di Angra do Heroísmo | Angra                     |          |
| Aveiro            | Cattedrale di Aveiro            | Aveiro                    |          |
| Beja              | Cattedrale di Beja              | Beja                      |          |
| Braga             | Cattedrale di Braga             | Braga                     |          |
| Braganza          | Cattedrale nuova di Braganza    | Braganza-Miranda          |          |
| Coimbra           | Cattedrale nuova di Coimbra     | Coimbra                   |          |
| Évora             | Cattedrale di Évora             | Évora                     |          |
| Faro              | Cattedrale di Faro              | Faro                      |          |
| Funchal           | Cattedrale di Funchal           | Funchal                   |          |
| Guarda            | Cattedrale di Guarda            | Guarda                    |          |
| Lamego            | Cattedrale di Lamego            | Lamego                    |          |
| Leiria            | Cattedrale di Leiria            | Leiria-Fátima             |          |
| Lisbona           | Cattedrale di Lisbona           | Lisbona                   |          |
| Portalegre        | Cattedrale di Portalegre        | Portalegre-Castelo Branco |          |
| Porto             | Cattedrale di Porto             | Porto                     |          |
| Santarém          | Cattedrale di Santarém          | Santarém                  |          |
| Setúbal           | Cattedrale di Setúbal           | Setúbal                   |          |
| Viana do Castelo  | Cattedrale di Viana do Castelo  | Viana do Castelo          |          |
| Vila Real         | Cattedrale di Vila Real         | Vila Real                 |          |
| Viseu             | Cattedrale di Viseu             | Viseu                     |          |

### Concattedrali
| Città            | Cattedrale                        | Diocesi                   | Immagine |
| ---------------- | --------------------------------- | ------------------------- | -------- |
| Castelo Branco   | Concattedrale di Castelo Branco   | Portalegre-Castelo Branco |          |
| Miranda do Douro | Concattedrale di Miranda do Douro | Braganza-Miranda          |          |

### Ex cattedrali
| Città    | Ex cattedrale                  | Diocesi                   | Immagine |
| -------- | ------------------------------ | ------------------------- | -------- |
| Braganza | Cattedrale vecchia di Braganza | Bragança-Miranda          |          |
| Coimbra  | Cattedrale vecchia di Coimbra  | Coimbra                   |          |
| Elvas    | Ex cattedrale di Elvas         | Portalegre-Castelo Branco |          |
| Penafiel | Ex cattedrale di Penafiel      | Porto                     |          |
| Pinhel   | Ex cattedrale di Pinhel        | Guarda                    |          |
| Silves   | Ex cattedrale di Silves        | Faro                      |          |

## Chiesa anglicana
- Cattedrale di San Paolo, Lisbona